# 圣乔治德蒙泰居
圣乔治德蒙泰居（法語：Saint-Georges-de-Montaigu，法語發音：[sɛ̃ ʒɔʁʒ də mɔ̃tɛgy]，意为“蒙泰居的圣乔治”）是法国卢瓦尔河地区大区旺代省的一个旧市镇，属于永河畔拉罗什区。2019年，圣乔治德蒙泰居与临近的4个市镇合并为新市镇蒙泰居旺代。

## 地理
圣乔治德蒙泰居（46°56'49"N, 1°17'41"W）面积33.61 平方千米，位于法国卢瓦尔河地区大区旺代省，该省份为法国西部沿海省份，北起大西洋卢瓦尔省和曼恩-卢瓦尔省，西临大西洋，南至滨海夏朗德省，东部及东南部与德塞夫勒省接壤。
与圣乔治德蒙泰居接壤的市镇（或旧市镇、城区）包括：拉布瓦西耶尔-德蒙泰居、布费雷、莱布鲁济勒、沙瓦涅昂帕耶、拉吉约尼耶尔、蒙泰居。

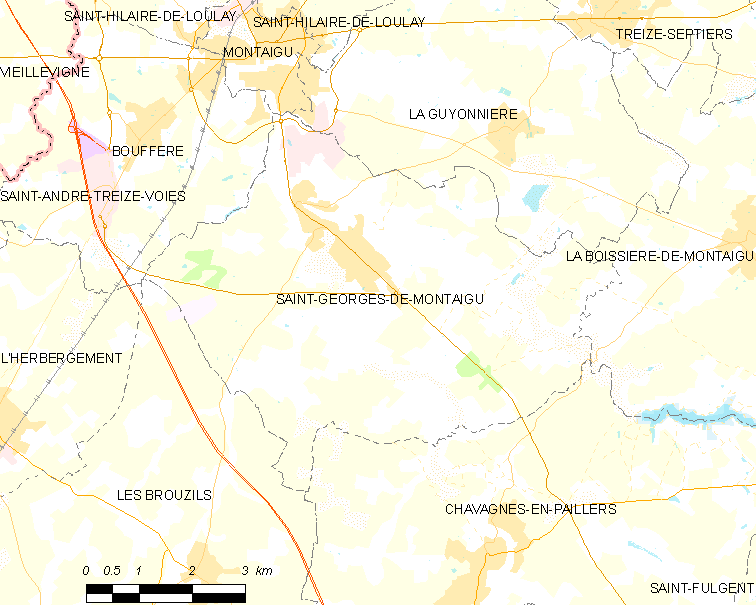
圣乔治德蒙泰居的OSM定位图

圣乔治德蒙泰居的时区为UTC+01:00、UTC+02:00（夏令时）。

## 行政
圣乔治德蒙泰居的邮政编码为85600，INSEE市镇编码为85217。

## 政治
圣乔治德蒙泰居所属的省级选区为蒙泰居旺代县。

## 人口

1962-2008年间圣乔治德蒙泰居人口变化图示

圣乔治德蒙泰居于2018年1月1日时的人口数量为4309人。